# Regimantas Čiupaila

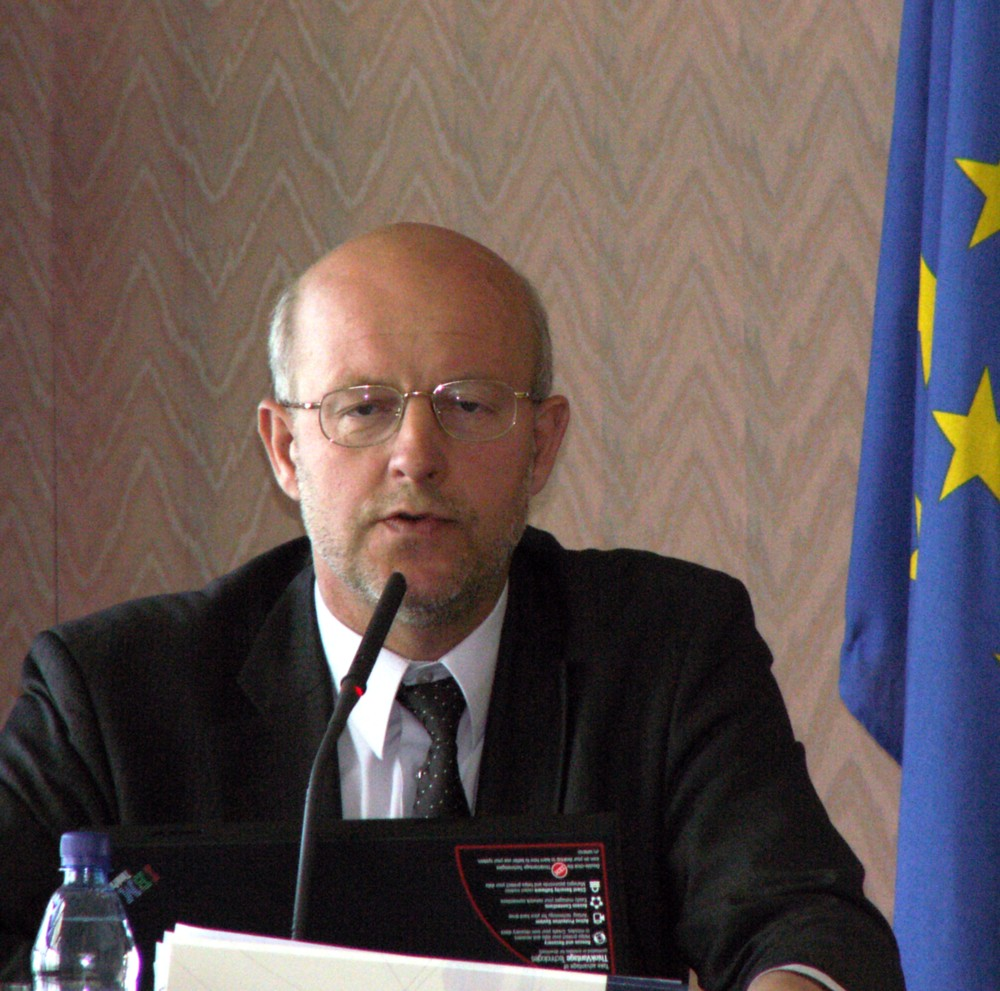
Regimantas Čiupaila

Regimantas Čiupaila (* 20. August 1956 in Kaunas, Litauen) ist ein litauischer Mathematiker und Politiker,  Innenminister Litauens und stellvertretender Bürgermeister von Vilnius.

## Leben
1979 absolvierte er das Diplomstudium der Mathematik an der Mathematikfakultät der Universität Vilnius und von 1979 bis 1983 das Fernstudium der Aspirantur an der Universität Vilnius und am Institut für Mathematik der Wissenschaftsakademie. 1992 promovierte er zum Doktor der Mathematik. Seit 2004 ist er Dozent der Universität Vilnius. 
Von 1990 bis 1995 war er Deputat, von 1995 bis 1997 und von 2010 bis 2011 Mitglied im Stadtrat Vilnius, von 1990 bis 1991 stellvertretender Vorsitzender im Stadtrat Vilnius (stellvertretender Bürgermeister von Vilnius). Von 1996 bis 2000 war er Mitglied des Seimas.
Von Juli 2007 war er stellvertretender Innenminister und vom 17. Dezember 2007 bis zum 9. Dezember 2008 Innenminister Litauens. Er war Mitglied der Partei Liberalų ir centro sąjunga. Jetzt ist er Mitglied von Lietuvos laisvės sąjunga (liberalai).
Regimantas Čiupaila ist verheiratet; er und seine Frau Dalia haben drei Töchter.